# Badamgarh
Badamgarh és un pic de l'estat d'Orissa, a l'antic principat de Bonai i modern districte de Sundagarh.
Està situat a 21° 49′ N, 85° 16′ E / 21.817°N,85.267°E. Culmina a una altitud de 1.074 metres.